# Kusatsu
Kusatsu (草津市 -shi) é uma cidade japonesa localizada na província de Shiga.
Em 2003 a cidade tinha uma população estimada em 117 381 habitantes e uma densidade populacional de 2 434,28 h/km². Tem uma área total de 48,22 km².
Recebeu o estatuto de cidade a 15 de Outubro de 1954.